# Hariti

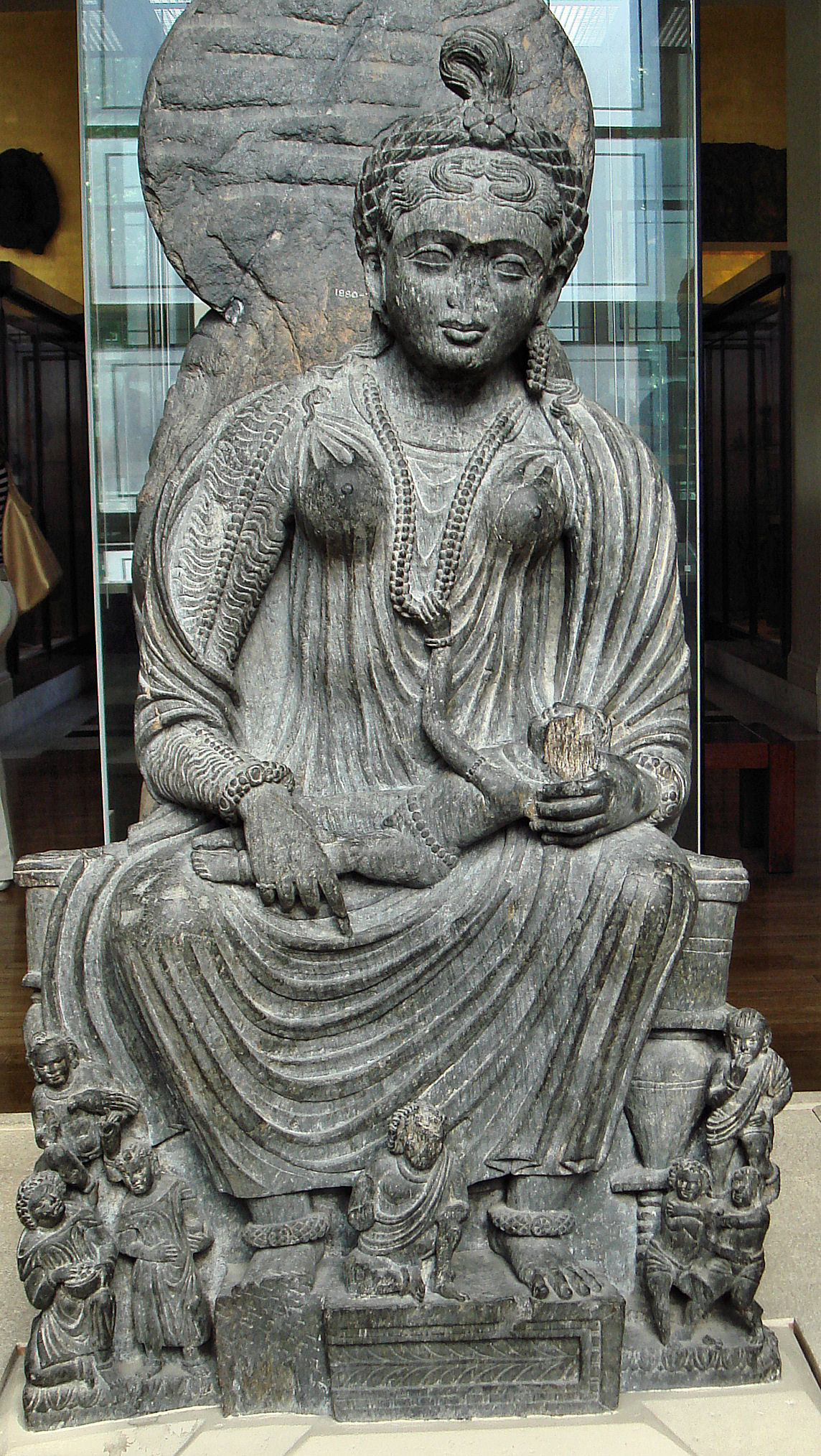
Hariti, Gandhara, 2. oder 3. Jh.

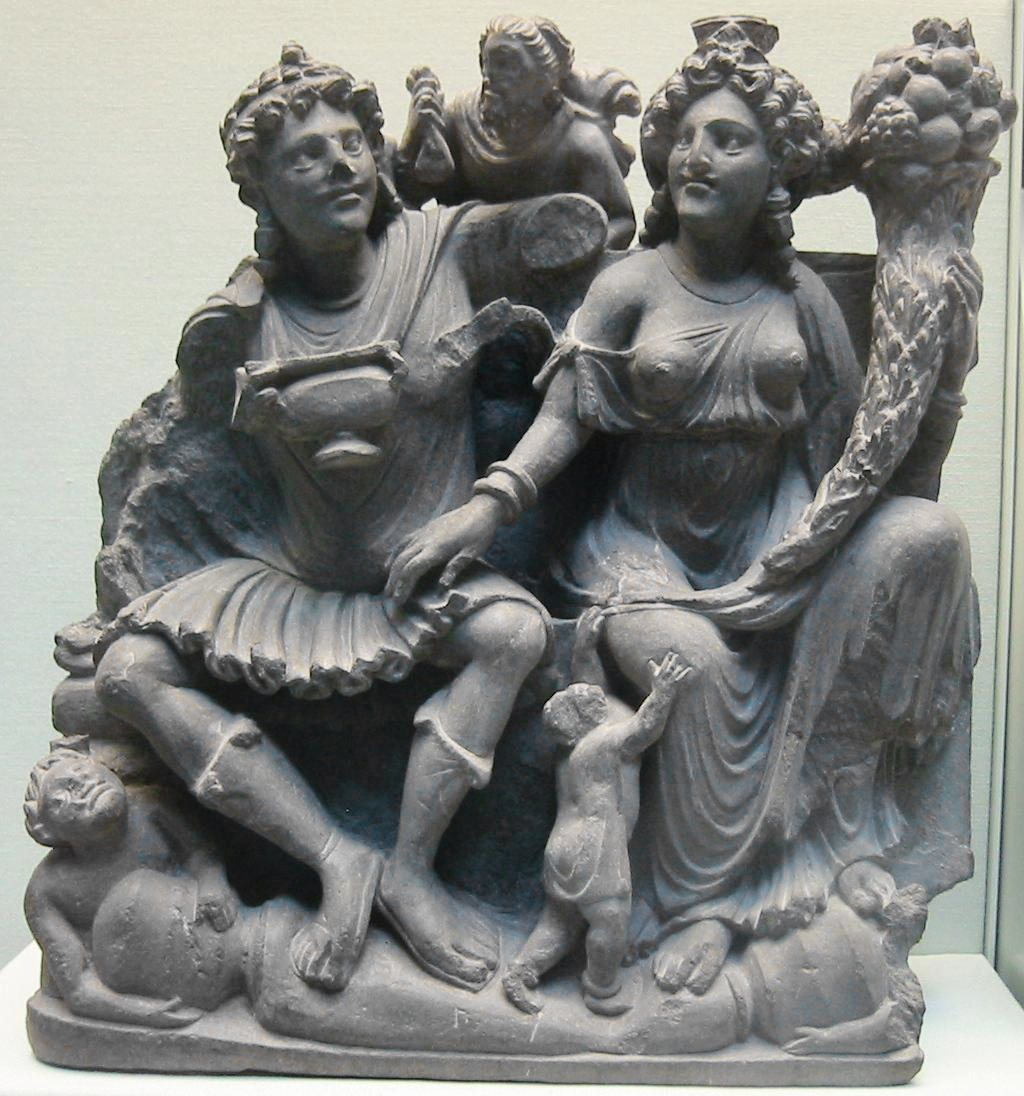
Hariti/Ardoxso und Panchika/Pharro, Gandhara, Darstellung in graeco-buddhistischem Stil

Hariti (Sanskrit हारिती hāritī, auch हारीती hārītī, „Die Blaue“; chinesisch 訶利帝 / 诃利帝, Pinyin hēlìdì, jap. Karitei) ist eine weibliche Gottheit oder Dämonin aus vorbuddhistischer Zeit, die als Beschützerin der Kinder Eingang in die Mythologie des Mahayana-Buddhismus fand. Besonders bekannt ist sie in Ostasien bei den Anhängern des Nichiren-Buddhismus und des Lotos-Sutra.

## Namensgebung
Im Sanskrit wird sie als Hariti bezeichnet, chinesisch als Hēlìdì wiedergegeben und davon abgeleitet japanisch Karitei. Sie ist unter mehreren weiteren Namen bekannt. So wird sie auch als Karitei-mo (jap., von chinesisch 訶梨帝母 / 诃利帝母, Pinyin hēlìdìmǔ – „blaue Mutter“), Kangimo (歓喜母, „Freudenmutter“), Kishi-mojin oder Kishi-bojin (鬼子母神, „teuflische Muttergöttin“) bezeichnet. In Nepal und der Himalaya-Region (vgl. Buddhismus in Tibet) ist sie auch als Ajimā, „Großmutter“, bekannt und wird in dieser Form als Schutzgottheit gegen Pocken verehrt.

## Ursprung
Zur Herkunft Haritis gibt es unterschiedliche Deutungen. Zum einen wird sie als ursprünglich der hinduistischen bzw. brahmanischen Götterwelt entstammende Yakshi (Naturgeist oder Gottheit niederen Ranges) betrachtet, zum anderen mit der vormals lokal in Baktrien bekannten Göttin Ardoxso des Zoroastrismus gleichgesetzt, die im Zuge der Ausbreitung des Buddhismus in dieser Region in dessen Überlieferung übernommen wurde. Ihr Begleiter Panchika gilt dementsprechend entweder ebenfalls als Yaksha oder als Übernahme des zoroastrischen Gottes Pharro. Der Mythos ihrer Bekehrung versinnbildlicht in beiden Fällen den Übergang von vorbuddhistischen Religionen zum Buddhismus.

## Mythologie
Gemäß der buddhistischen Überlieferung war Hariti eine Dämonin oder niedere Gottheit, die nahe der Stadt Rajgir in Nordindien lebte. Mit ihrem Mann Panchika hatte sie fünfhundert Kinder. Sie lebte kannibalisch und tötete die Kinder anderer Mütter, um sie zu essen oder ihre eigenen Kinder mit ihnen zu füttern. Dafür nahm sie die Hilfe von zehn weiblichen Rakshasas (Dämonen; chinesisch 十羅剎女 / 十罗刹女, Pinyin shí luó chà nǚ, jap. Jūrasetsunyo), in Anspruch.
Die Mütter der ermordeten Kinder baten Siddhartha Gautama, den Buddha, um Hilfe und dieser versteckte eines ihrer Kinder, um Hariti auf ihr böses Tun hinzuweisen. Als sie über das Verschwinden ihres Kindes klagte, erklärte er ihr, dass der Schmerz einer Mutter, deren einziges Kind sie tötete, ungleich größer sein müsste als der, den sie ob des Verlusts des einen ihrer fünfhundert Kinder habe. Hariti bereute ihr Tun und wurde fortan Beschützerin der Kinder und Mütter.
Neben der Bedeutung als Hüterin der Kinder gilt sie schon früh auch als Schutzgöttin des Vihara, des Zufluchtsortes von Wandermönchen aus dem sich später buddhistische Klosteranlagen entwickelten. Im Volksglauben Nordindiens wurde Hariti/Ajimā mitunter irrtümlich mit der aus dem Brahmanismus bekannten Göttin Sitala gleichgesetzt, die ebenfalls zur Hilfe gegen Pocken und andere Hautkrankheiten, für die besonders Kinder empfindlich sind, angerufen wird.

### Japan

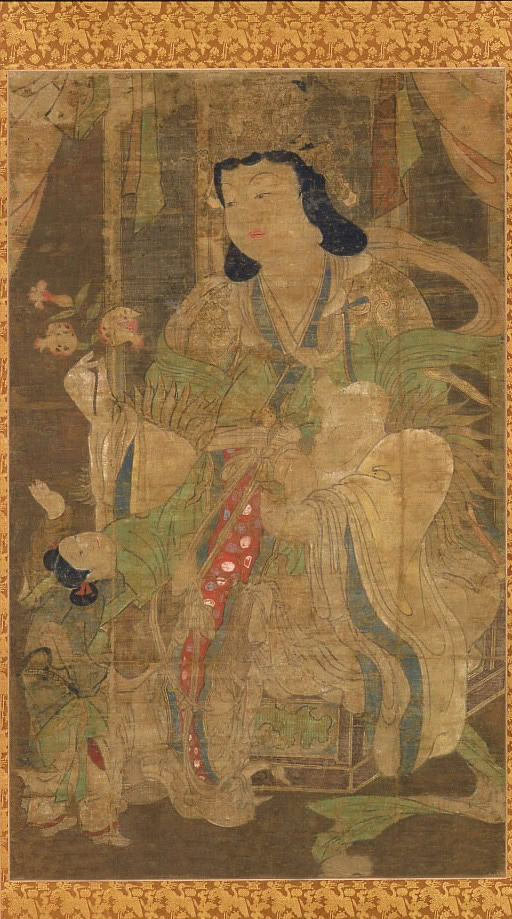
Karitei-mo, Darstellung aus der Kamakura-Periode (heute im Daigo-ji, Kyōto)

In den Buddhismus in Japan wurde Hariti mit dem Beginn der Kamakura-Zeit (12. bis 14. Jahrhundert) eingeführt und erlangte als Karitei-mo insbesondere im Nichiren-Buddhismus Bedeutung. Sie gilt als Beschützerin der Kinder und Schutzgöttin der Kindererziehung und der Harmonie zwischen Mann und Frau, der Liebe und des Wohlbefindens, sowie der Sicherheit der Familie. Frauen mit Kinderwunsch wenden sich in der Hoffnung schwanger zu werden an sie.

## Ikonographie

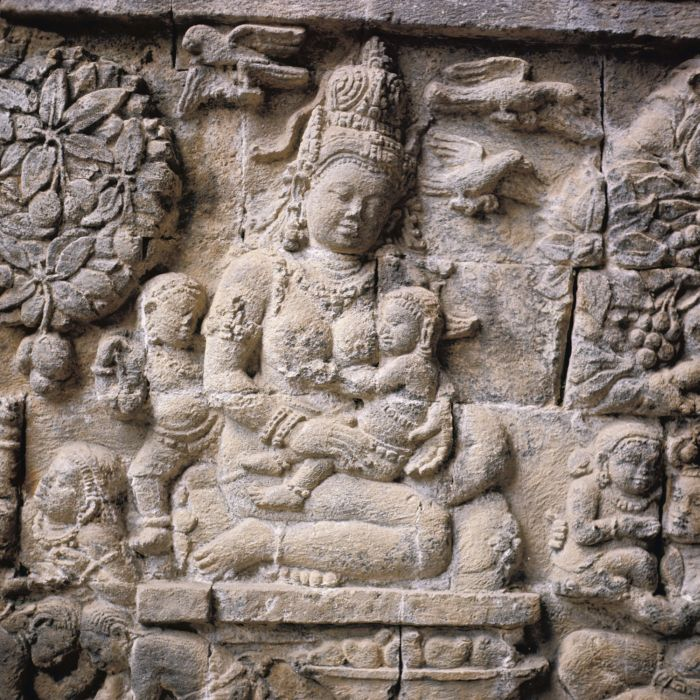
Hariti, Relief im Tempel Candi Mendut, Java, frühes 9. Jh.

Darstellungen der Hariti bzw. Karitei-mo zeigen sie meist mit einem Granatapfel als Fruchtbarkeitssymbol in der rechten Hand und einem kleinen Kind im linken Arm.
Früheste noch erhaltene Statuen und Reliefs der Hariti ab dem 2. Jahrhundert stammen aus Gandhara und Mathura sowie aus umliegenden Regionen wie etwa Nepal, wo mehrere Bildnisse aus der Frühzeit der Licchavi-Dynastie in Lalitpur und im Tempelkomplex Swayambhunath bei Kathmandu überliefert sind. Sie zeugen in der sich über mehrere Jahrhunderte entwickelnden Formensprache vom Übergang der indischen, noch hinduistisch geprägten, zur auch von baktrischen Stilen gekennzeichneten späteren buddhistischen Kunst. Entsprechend dem Einfluss der griechischen Mythologie in Gandhara und dem darauf folgenden Reich Kuschana, der zu einem teilweisen Synkretismus mit der buddhistischen Überlieferung führte (Graeco-Buddhismus), wurde Hariti gelegentlich mit Tyche gleichgesetzt, was unter anderem in der Darstellung mit einem Füllhorn, einem Attribut der Tyche, zum Ausdruck kam. In der späten Periode der buddhistischen Reiche Zentralasiens (heute Afghanistan und Pakistan), waren gemeinsame Darstellungen Haritis mit ihrem Begleiter Panchika weit verbreitet. Gegen Ende des 8. Jahrhunderts verlor die Verehrung Haritis in Nordindien und Nepal an Bedeutung. Zugleich wurde sie als Teil der Überlieferung mit dem Buddhismus in Teilen Ost- und Südostasiens bekannt, wo u. a. im Tempel Candi Mendut nahe Borobudur (Java) eine Reliefdarstellung aus dem frühen 9. Jahrhundert zu finden ist.
Eine der bekanntesten Darstellungen der Karitei-mo Japans befindet sich im Hokekyō-ji, dem Haupttempel des Nichiren-Buddhismus, in Ichikawa und soll von Nichiren selbst stammen. In Tokio finden sich Bildnisse in der Kishimojindō (鬼子母神堂) des Tempels Hōmyō-ji (法明寺) in Zōshigaya und im Himon’ya Kishibojin (碑文谷鬼子母神) in Meguro. Im Daigo-ji in Kyōto ist ein Rollbild aus der Kamakura-Periode erhalten.